# الکساندر لزلی
الکساندر لزلی (انگلیسی: Alexander Leslie؛ ۱۷۳۱ – ۱۷۹۴ (۶۲−۶۳ سال)) فرد نظامی اهل پادشاهی بریتانیای کبیر بود.